# Lemat Bootha
Lemat Bootha – zdanie teorii mnogości dotyczące nieskończonych rodzin podzbiorów zbiorów przeliczalnych o pewnych własnościach. Zdanie to jest niezależne od standardowych aksjomatów teorii mnogości, to znaczy na ich gruncie nie można go ani udowodnić, ani obalić. Jest ono oznaczane symbolami:
{\displaystyle {\text{LB}},\;\mathrm {P} ({\mathfrak {c}})} lub {\displaystyle {\mathfrak {p}}={\mathfrak {c}}.}
Zdarza się, że {\displaystyle {\text{LB}}} albo jego zaprzeczenie jest użyteczne w dowodach, dlatego niekiedy jedno z tych zdań przyjmowane jest jako dodatkowy aksjomat. Nazwa zdania pochodzi od nazwiska matematyka Davida Bootha, który dowiódł, że aksjomat Martina pociąga {\displaystyle {\text{LB}}}.
{\displaystyle {\text{LB}}{:}} Niech {\displaystyle {\mathcal {A}}} będzie rodziną nieskończonych podzbiorów zbioru przeliczalnego {\displaystyle X} mocy mniejszej niż continuum. Jeśli dla każdej skończonej podrodziny {\displaystyle {\mathcal {B}}\subseteq {\mathcal {A}}} zbiór {\displaystyle \bigcap {\mathcal {B}}} jest nieskończony (innymi słowy: {\displaystyle {\mathcal {A}}} generuje filtr nie zawierający zbiorów skończonych), to istnieje zbiór nieskończony {\displaystyle B\subseteq X} (tzw. pseudoprzekrój rodziny {\displaystyle {\mathcal {A}}}) taki, że {\displaystyle B\subseteq ^{*}A} (tzn. {\displaystyle B\setminus A} jest skończony) dla każdego zbioru {\displaystyle A\in {\mathcal {A}}.}